# Costa Masnaga
Costa Masnaga is een gemeente in de Italiaanse provincie Lecco (regio Lombardije) en telt 4517 inwoners (31-12-2004). De oppervlakte bedraagt 5,6 km², de bevolkingsdichtheid is 877 inwoners per km².

## Demografie
Costa Masnaga telt ongeveer 1744 huishoudens. Het aantal inwoners steeg in de periode 1991-2001 met 1,2% volgens cijfers uit de tienjaarlijkse volkstellingen van ISTAT.
| Jaar | Inwoneraantal |
| ---- | ------------- |
| 1991 | 4331          |
| 2001 | 4385          |

## Geografie
De gemeente ligt op ongeveer 318 m boven zeeniveau.
Costa Masnaga grenst aan de volgende gemeenten: Bulciago, Garbagnate Monastero, Lambrugo (CO), Merone (CO), Molteno, Nibionno, Rogeno.